# Franz Hecking
Franz Hecking (* 31. Oktober 1798 in Amel bei Malmedy; † 28. Mai 1881 in Saarlouis) war ein deutscher römisch-katholischer Geistlicher, Domkapitular, Politiker der Zentrumspartei und Mitglied des Preußischen Abgeordnetenhauses.

## Leben
Franz Hecking wurde als Sohn des Arztes Johann Baptist Hecking († 1849) und dessen Ehefrau Anna Christina Viené geboren und absolvierte ein Studium der Philosophie und Theologie. 1822 empfing er in Metz die Priesterweihe. Bevor er 1834 zum Pfarrer in Saarlouis ernannt wurde, war er Kaplan in St. Gangolf in Trier und Pfarrer in Hilbringen.
Sein Engagement galt dem Erhalt der Niederlassung der Barmherzigen Schwestern in Saarlouis und insbesondere den sozialen Aufgaben, wodurch er zu einer populären Person in der Saarregion wurde. Er wandte sich mit den übrigen Pfarrern des Landkreises Saarlouis gegen die Einführung des Dreiklassenwahlrechtes im Königreich Preußen. Dabei enthielt er sich demonstrativ seiner Stimme und rief mehr oder weniger verdeckt zum Wahlboykott auf. In den Jahren 1864 bis 1866 leitete er in seiner Funktion als Dechant der Pfarrei St. Ludwig in Saarlouis den Bau eines neugotischen Kirchenschiffes. Ursprünglich wollte er mit einer Unterschriftenaktion einen totalen Neubau des Gebäudes erreichen, konnte sich allerdings bei der königlich-preußischen Bezirksregierung nicht durchsetzten.

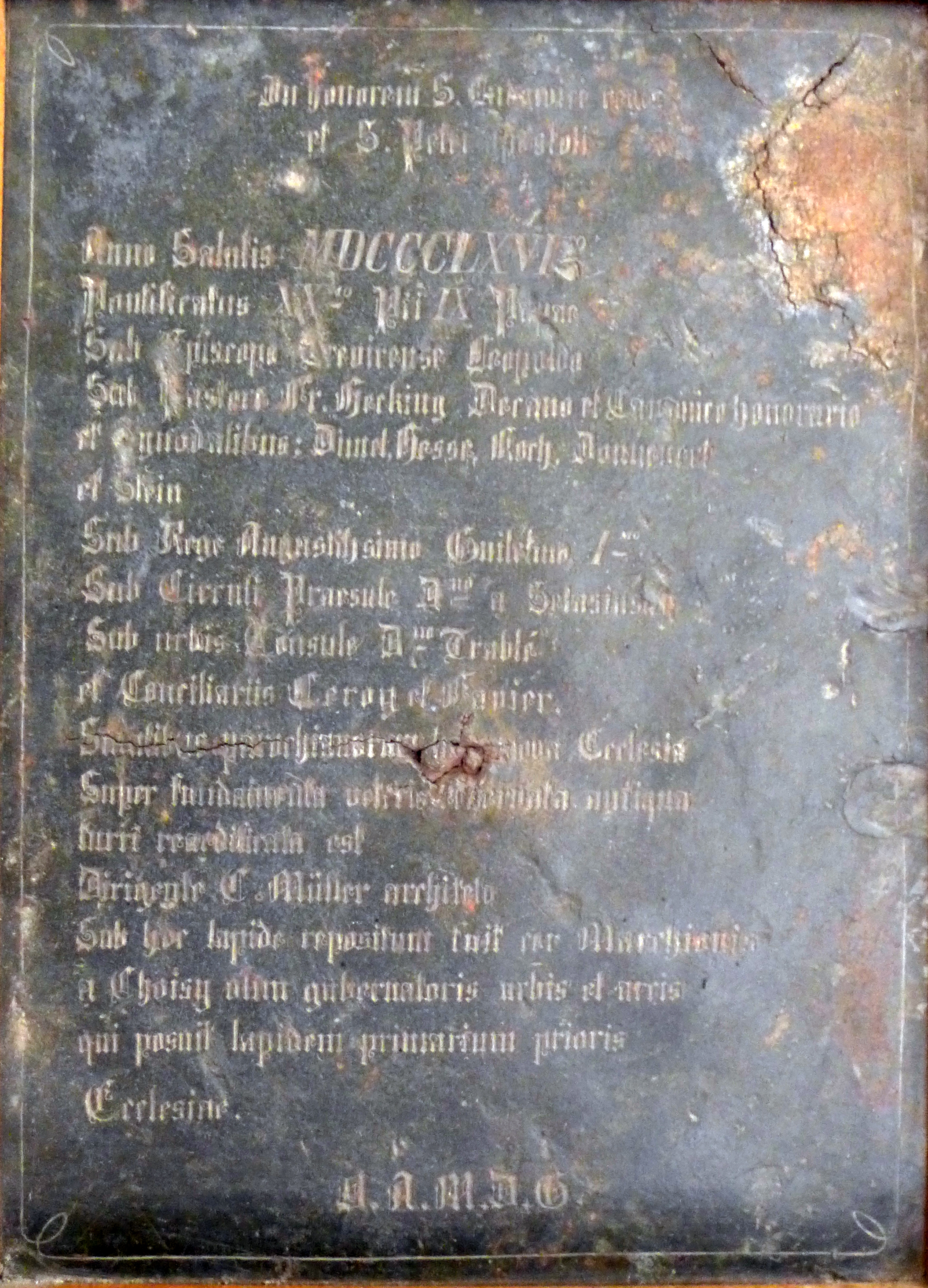
Bleitafel in der Kirche St. Ludwig in Saarlouis

Eine Bleitafel in der Kirche erinnert an den Bau. Die lateinische Inschrift besagt:

„Zu Ehren des heiligen Königs Ludwig und des heiligen Apostels Petrus. Im Jahre des Heiles 1866, im zwanzigsten Jahr des Pontifikates des Papstes Pius IX., unter dem Bischof von Trier Leopold, unter dem Pfarrer Hecking, Dechant und Ehrendomherr, und den Kirchenvorstandsmitgliedern Dimel, Hesse, Koch, Donnevert und Stein, unter dem erhabenen König Wilhelm I., unter dem Landrat Herrn von Selasinsky, unter dem Bürgermeister Trablé und dem Beigeordneten Leroy und Favier ist diese neue Kirche zum Heile der Pfarrangehörigen auf den Fundamenten der alten Kirche unter Beibehaltung des früheren Turmes wiedererrichtet worden. Die Leitung hatte der Architekt C. Müller. Unter diesem Stein ruht das Herz des Grafen Choisy, einst Stadt- und Festungskommandant, der damals den Grundstein der ersten Kirche legte. Alles zur größeren Ehre Gottes.“

Von 1870 bis 1873 war Hecking Domkapitular in Trier.
Er gehörte zu den ersten Politikern der Deutschen Zentrumspartei an der Saar. Von 1870 bis 1873 war er als deren Vertreter Mitglied des Preußischen Abgeordnetenhauses für den Wahlkreis Trier 4 (Saarburg-Merzig-Saarlouis).

## Auszeichnungen
- Roter Adlerorden IV. Klasse mit Schleife
- Ehrendomherr